# Berrya simonis
Berrya simonis är en malvaväxtart som först beskrevs av Ignatz Urban, och fick sitt nu gällande namn av André Joseph Guillaume Henri Kostermans. Berrya simonis ingår i släktet Berrya och familjen malvaväxter. Inga underarter finns listade i Catalogue of Life.